# Segimero
Segimero, Segimer o Segimerus fue un príncipe querusco, germano. Fue el padre del más importante héroe de la historia germana, Arminio, quien aniquiló al ejército romano de Publio Quintilio Varo en la batalla del bosque de Teutoburgo. Se sabe que Segimero participó en coaliciones germanas durante la campaña de Nerón Claudio Druso. Su hijo Arminio, en prenda y como rehén, fue adoptado por el ejército romano para su asimilación en las legiones, aunque más tarde se rebeló contra ellas.